# Raúl Muñoz
Raúl Muñoz, född 12 oktober 1915, var en friidrottare från Chile. Han deltog vid olympiska sommarspelen 1936.